# Simon Dickie
Simon Charles Dickie (31 de marzo de 1951-13 de diciembre de 2017) fue un deportista neozelandés que compitió en remo como timonel.
Participó en tres Juegos Olímpicos de Verano entre los años 1968 y 1976, obteniendo tres medallas: oro en México 1968, oro en Múnich 1972 y bronce en Montreal 1976. Ganó una medalla de bronce en el Campeonato Mundial de Remo de 1970 y una medalla de oro en el Campeonato Europeo de Remo de 1971.
Falleció en su casa de Taupo el 13 de diciembre de 2017 a la edad de 66 años. El día antes de su muerte había celebrado un reencuentro con los miembros del equipo olímpico de cuatro con timonel de México 1968, y participó en la organización de un reencuentro de con el equipo olímpico de ocho con timonel de Múnich 1972 en la siguiente función de los Premios Halberg.

## Palmarés internacional
| Juegos Olímpicos   | Juegos Olímpicos          | Juegos Olímpicos  | Juegos Olímpicos   |
| Año                | Lugar                     | Medalla           | Prueba             |
| ------------------ | ------------------------- | ----------------- | ------------------ |
| 1968               | Ciudad de México (México) | Medalla de oro    | Cuatro con timonel |
| 1972               | Múnich (RFA)              | Medalla de oro    | Ocho con timonel   |
| 1976               | Montreal (Canadá)         | Medalla de bronce | Ocho con timonel   |
| Campeonato Mundial |                           |                   |                    |
| Año                | Lugar                     | Medalla           | Prueba             |
| 1970               | St. Catharines (Canadá)   | Medalla de bronce | Ocho con timonel   |
| Campeonato Europeo |                           |                   |                    |
| Año                | Lugar                     | Medalla           | Prueba             |
| 1971               | Copenhague (Dinamarca)    | Medalla de oro    | Ocho con timonel   |

1. ↑  En algunas ediciones del Campeonato Europeo se permitió la participación de remeros de otros continentes.